# Lingue della Birmania
In Birmania vengono parlate all'incirca un centinaio di lingue. Il birmano, parlato da due terzi della popolazione, è la lingua ufficiale del Paese.

Mappa delle lingue parlate in Birmania

Le lingue parlate dalle minoranze etniche rappresentano sei famiglie linguistiche: sinotibetana, austroasiatica, tai-kadai, indoeuropea, austronesiana e hmong-mien, così come la lingua dei segni birmana.

## Birmano
Il birmano è la lingua madre del popolo birmano e dei vari sottogruppi, così come quella di alcune minoranze etniche come ad esempio i mon. Nel 2007 il birmano era parlato come prima lingua da 33 milioni di persone. È invece parlato come seconda lingua da 10 milioni di individui, in particolare dalle minoranze etniche presenti in Birmania e quelle dei paesi vicini. Nel 2022 il numero di locutori è cresciuto, arrivando a 43 milioni.
Il birmano è una lingua sinotibetana appartenente al sottogruppo delle lingue lolo-birmane. È l'idioma più parlato tra le lingue tibeto-birmane, mentre tra quelle sinotibetane si posiziona come seconda, dopo le lingue sinitiche. Inoltre, questa lingua è stata la quarta a sviluppare un sistema di scrittura, dopo il cinese, il tibetano e il tanguto.

## Lingue indigene
Oltre al birmano e ai suoi dialetti, tra le cento lingue parlate in Birmania si trovano la lingua shan (parlata da 3,2 milioni di persone), le lingue karen (2,6 milioni), la lingua jingpo (900.000), le lingue kuki-chin (780.000) e la lingua mon (750.000). La maggior parte di queste lingue utilizza l'alfabeto birmano.

### Lingue sinotibetane
- Lingue nello Stato Chin
  - Anu-Hkongso
  - Shö
  - Bawm
  - Daai
  - Khumi
  - Falam
  - Hakha Chin
  - Kaang
  - Laitu
  - Lautu
  - Mara
  - Matu
  - Mizo
  - Mün
  - Ngawn
  - Welaung
  - Rungtu
  - Senthang
  - Sizang
  - Songlai
  - Sumtu
  - Tawr
  - Tedim
  - Thadou
  - Thaiphum
  - Zotung
  - Zyphe

- Altre

- - Akeu
  - Akha
  - anal
  - Nung
  - Sak
  - Derung
  - Hpon
  - Kadu
  - Ganan
  - Kayaw
  - Karenni
  - Padaung
  - Lashi
  - Lahta
  - Lahu
  - Lhao Vo
  - Lisu
  - Mru
  - Akyaung Ari
  - Pwo orientale
  - Pwo occidentale
  - Para
  - Khiamniungan
  - Koki
  - Konyak
  - Leinong
  - Tangsa
  - Long Phuri
  - Makury
  - Pony
  - Tangkhul
  - Achang
  - Nusu
  - Pa'o
  - Pien
  - Arakanese
  - Rawang
  - Taman
  - Tibetano del Kham
  - Geko karen
  - Zaiwa
  - Zou
  - Intha-Danu

### Lingue austroasiatiche
- Blang
- Danau
- Muak
- Palaung
- Riang
- Tai Loi
- Wa
- Mon

### Lingue tai-kadai
- Khamti
- Tai Lue
- Khün
- Tai Laing
- Tai Nuea

### Lingue austronesiane
- Kedah malese
- Moken
- Moklen
- Malese standard

### Lingue hmong-Mien
- Hmong

### Lingue indoarie
- Nepalese
- Chakma
- Pali
- Rohingya
- Bengalese
- Tanchangya
- Hajong

### Lingue dravidiche
- Tamil

## Inglese come seconda lingua
Oggi il birmano è la lingua principale dell'insegnamento e l'inglese è la lingua secondaria studiata. La lingua inglese è stata la principale lingua dell'insegnamento fino al 1960, quando il generale Ne Win impose l'insegnamento del birmano.